# 约翰·拉索尔
约翰·詹姆斯·拉索尔 GCLM，ID （英語：Independence Decoration (Rhodesia)，1913年8月28日—1978年8月31日），是一位出生于英国的罗得西亚政治家。他是最后一位白人罗得西亚总统（该职位的继任者只是代理）。他曾经是一名注册会计师。

## 早年生活
拉索尔出生于英国的兰开夏郡的兰开斯特，曾就读于兰开斯特皇家文法学校。他于1935年取得注册会计师资格后，次年移民到南罗得西亚。在接下来的十年里，他在南罗得西亚政府的所得税部门工作。

## 投入政界
1946年，拉索尔在布拉瓦约以会计师的身份开始私人执业，并参与政治。1949年，他当选为布拉瓦约市议会议员，在那里任职了十年。作为当时由加菲尔德·托德领导的联合联邦党的成员，拉索尔在1954年大选中当选为布拉瓦约南部选区的立法议会议员，但在1958年连任一届后离任。

## 部长职务
1962年起，拉索尔不再是联合联邦党的支持者，转而成为温斯顿·菲尔德领导下的罗德西亚阵线的创始成员，并在1962年12月大选中在布拉瓦约北部选区以67票的优势击败现任西里尔·哈蒂当选。作为该党最有经验的成员之一，他于1963年10月被任命为非洲教育部长。一个月后，他还接管了卫生部，该部于1963年底从罗得西亚与尼亚萨兰联邦移交。
拉索尔是1964年4月罢免温斯顿·菲尔德并任命伊恩·史密斯为首相的罗德西亚阵线成员之一。史密斯提拔他为财政和邮电部长。因此，他是1965年11月11日单方面独立宣言（UDI）的签署人之一。1966年9月7日起任副总理。他被称为“罗德西亚政坛的安静之人”，但在反对联合国在UDI之后实施的制裁的秘密斗争中，他是一个关键人物。
作为财政部长，拉索尔还监督采用了一种新的被称为罗德西亚元的十进制货币来取代罗德西亚磅，他认为这个名字具有国际意义。
1973年7月，拉索尔辞去了邮政部长的职务。在1974年大选期间，他从众议院辞职，转入参议院。1975年，他连续第12次（也是最后一次）提交预算案，成为罗德西亚任职时间最长的财政部长。

## 总统
1976年，拉索尔接替克利福德·杜邦成为第二任罗得西亚总统。同年1月14日，在总理伊恩·史密斯和他的内阁部长的见证下，他在政府大楼举行的仪式上，由首席大法官休·比德尔爵士宣誓就任总统。拉索尔任职两年半，死于心脏病发作。

## 获奖经历
- 功绩勋章（英语：Legion of Merit (Rhodesia)）(Grand Commander - Civilian) (GCLM) (Rhodesia)
- 独立勋章（英语：Independence Decoration）(ID) (Rhodesia)